# Physella columbiana
Physella columbiana är en snäckart som först beskrevs av Hemphill 1890.  Physella columbiana ingår i släktet Physella och familjen blåssnäckor. Inga underarter finns listade i Catalogue of Life.